# Disparue (mini-série)
Pour les articles homonymes, voir Disparue.
Disparue est un feuilleton policier français en huit épisodes de 52 minutes, de Charlotte Brändström,  inspiré du feuilleton espagnol Patricia Marcos, la disparue (Desaparecida), et diffusé du 19 avril au 10 mai 2015 sur La Une et du 22 avril au 13 mai 2015 sur France 2.
L’histoire décrit le séisme provoqué par la disparition d'une adolescente au sein de sa famille, dévastée, et l'enquête de la police pour la retrouver.

## Synopsis
Léa Morel, 17 ans, disparaît le soir de la Fête de la musique à Lyon. Sa famille est désemparée : le père, Julien, part à sa recherche, la mère, Florence, essaye de tenir le coup et le grand frère, Thomas, culpabilise de ne pas l'avoir accompagnée. Le commandant Molina, tout juste arrivé dans la ville, est chargé de retrouver l'adolescente. Il découvre une personnalité plus complexe que prévu et de nombreux secrets.

## Distribution

### Famille Morel
- Pierre-François Martin-Laval : Julien Morel, le père de Léa
- Alix Poisson : Florence Morel, la mère de Léa
- Camille Razat : Léa Morel, la disparue
- Maxime Taffanel : Thomas Morel, le grand frère de Léa
- Stella Trotonda : Zoé Morel, la petite sœur de Léa
- Laurent Bateau : Jean Morel, l'oncle de Léa et le frère de Julien
- Zoé Marchal : Chris Morel, la cousine de Léa et la fille de Jean
- Muriel Combeau : Sophie, la marraine de Léa

### Autres rôles
- François-Xavier Demaison : commandant Bertrand Molina
- Alice Pol : lieutenant Camille Guérin, adjointe du Commandant Molina
- Léo Legrand : Romain Jamond-Valette, le petit ami de Léa, puis de Chris
- Stéphane Debac : Mathias Tellier, le professeur de français de Léa
- Mas Belsito : Marco Berti, le professeur de pilotage
- Johan Libéreau : Nicolas Barraut, employé du restaurant des Morel
- Christophe Gendreau : commissaire Louvin
- Saïda Jawad : Alex, technicienne investigations scientifiques
- Cylia Malki : Anne, l'ex-maîtresse de Julien
- Jacques Chambon : le proviseur du lycée
- Léon Vitale : le policier de l'accueil du commissariat
- Yann Guillarme : Paul, l'avocat de la famille Morel
- Mélanie Tran : Audrey, la petite amie de Thomas
- Clémentine Allain : Élodie, la compagne de Nicolas
- Mary Luneau : Rose, la fille du commandant Molina
- Magalie Mateci : Karine, l'ex-femme du commandant Molina et la mère de Rose
- Julie Seebacher : Jenny, la prostituée
- Melanie Baxter-Jones : Corinne, la petite amie de Jean
- Lucie Rébéré : Pauline, la femme de Mathias
- Cécile Giroud : Isabelle, la femme de Marco
- Jérôme Sauvion : Francis Dupuis, l'homme fou qui prétend avoir tué Léa

## Production

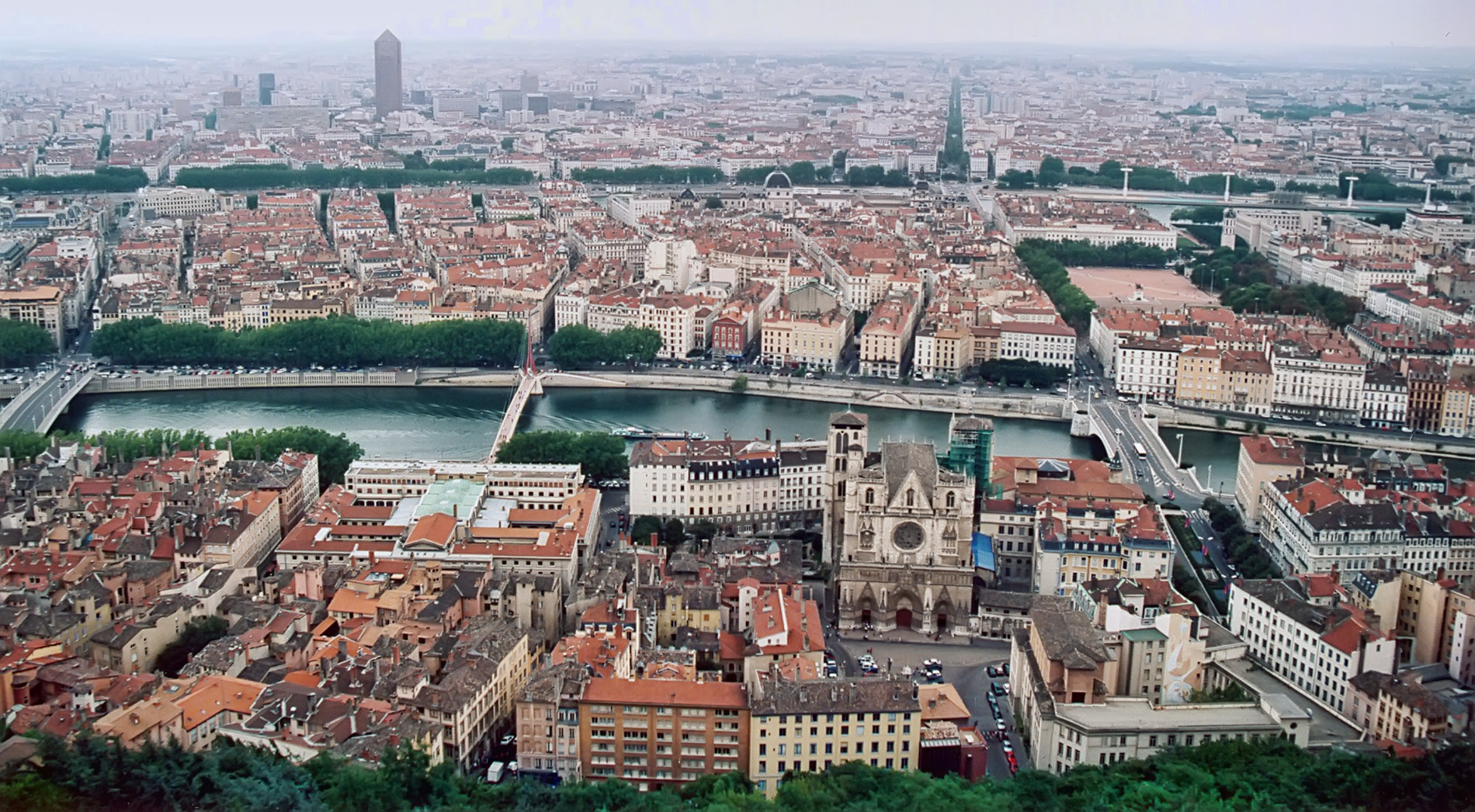
Panorama de Lyon.

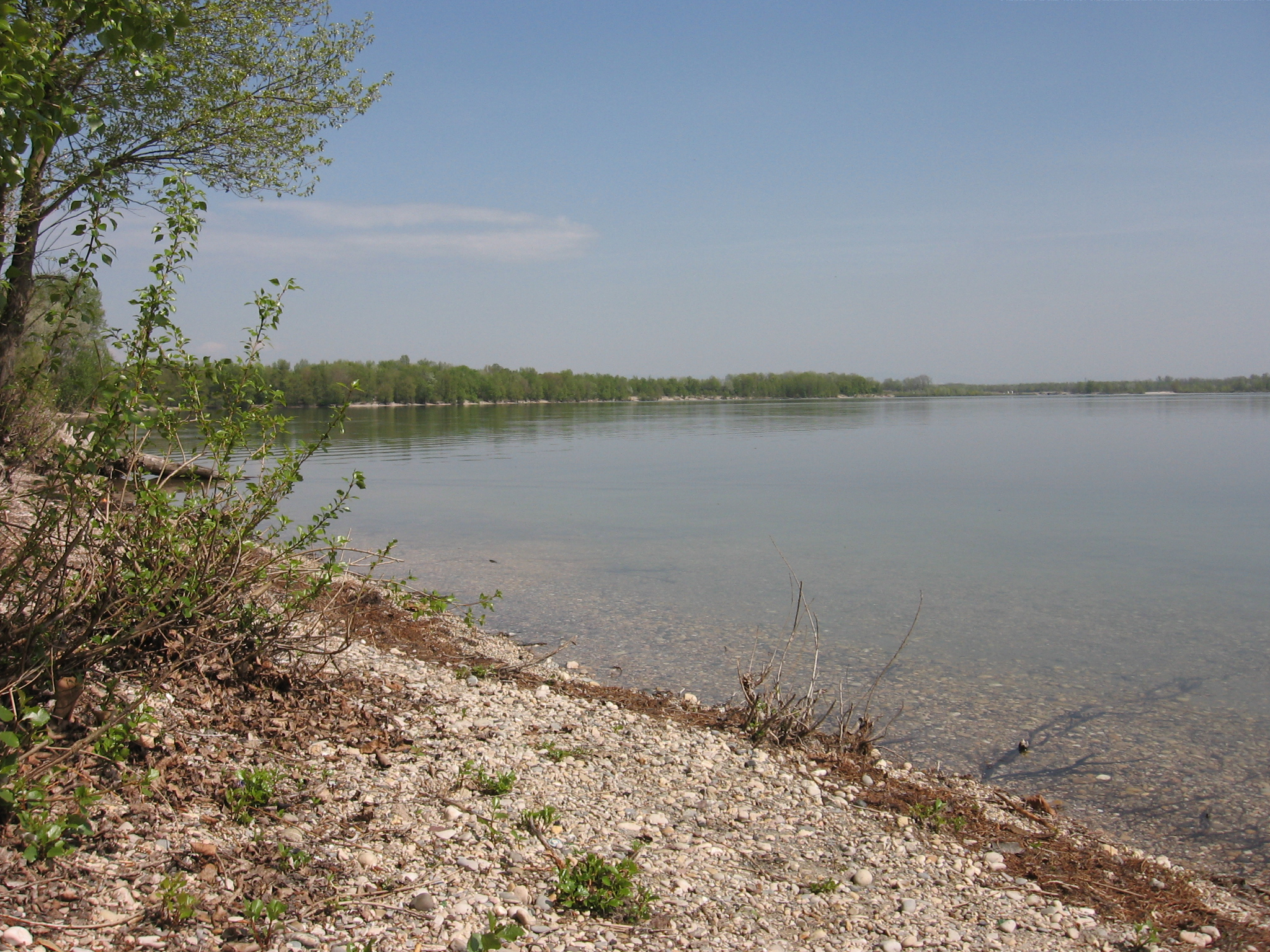
Lac du grand parc de Miribel-Jonage.

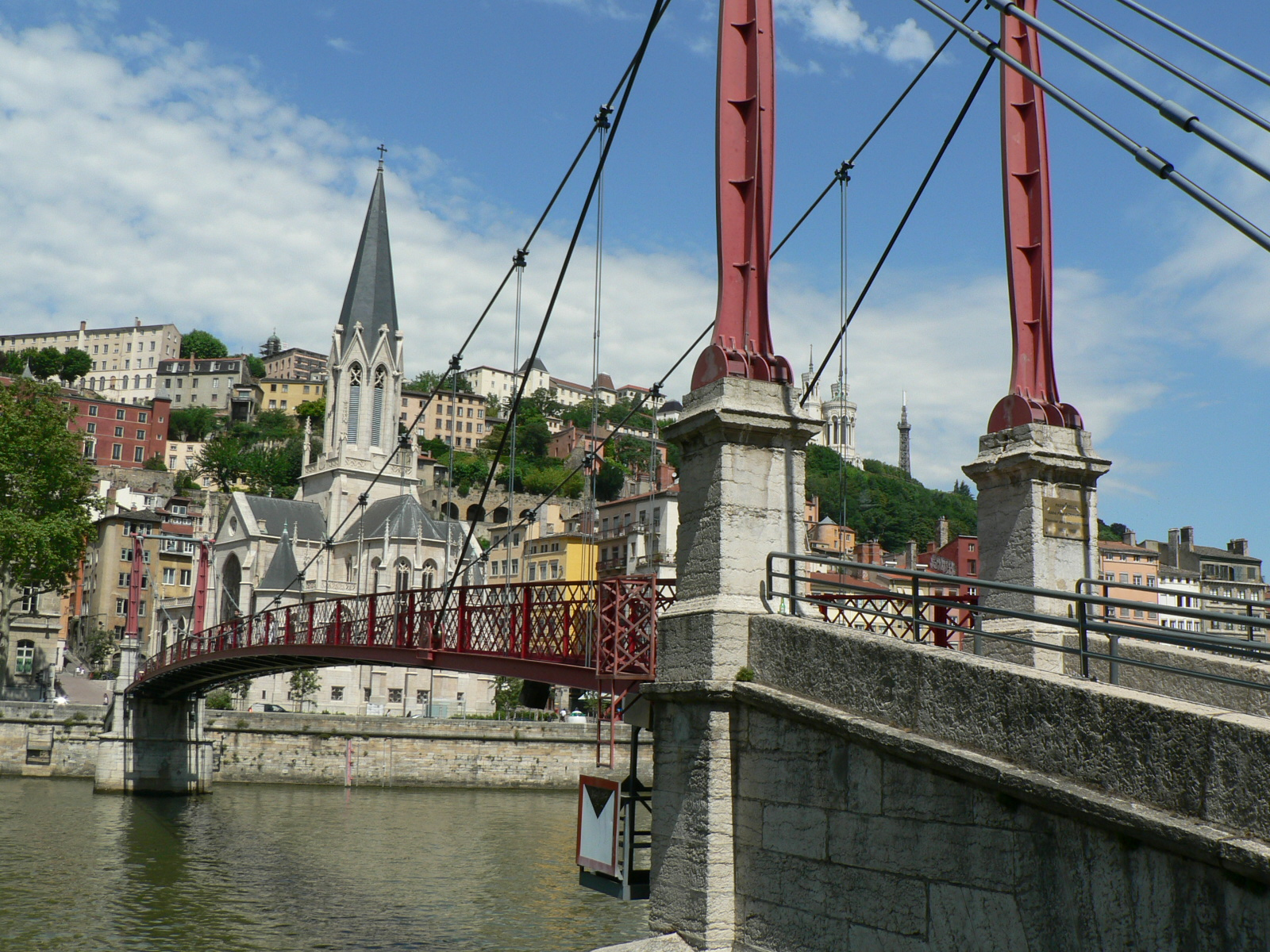
Passerelle Paul-Couturier.

### Développement
La mini-série est inspirée du feuilleton espagnol Desaparecida (Patricia Marcos, la disparue)  diffusé sur La 1 (Radiotelevisión Española) du 3 octobre 2007 au 30 janvier 2008. Mais les personnages, notamment celui de la mère, et les rebondissements policiers sont différents. L'idée est de faire une série bien française où l'intrigue policière permet de parler de la famille.
La série est portée quasi exclusivement par des femmes : les scénaristes Marie Deshaires et Catherine Touzet, la réalisatrice Charlotte Brändström, et la productrice Iris Bucher. Les personnages féminins sont d'ailleurs très développés, la série racontant « l'histoire d'une mère qui va découvrir sa fille ».
Malgré le succès de la série, aucune suite n'est prévue par les producteurs ou la chaîne. Cependant, une série dérivée (spin off) basée sur le duo de policiers joués par François-Xavier Demaison et Alice Pol pourrait être créée, comme l'avait fait la série espagnole avec UCO Unidad Central Operativa. Mais Thierry Sorel, directeur de la fiction de France 2, n'envisage pas cette possibilité qui a été choisie pour la série Les Témoins,.

### Attribution des rôles
La distribution est composée en grande partie d'acteurs habitués aux comédies au cinéma.
Pierre-François Martin-Laval incarne le père de la disparue tandis qu'Alix Poisson joue la mère. Les deux acteurs sont des habitués des tournages télévisés.
Il s'agit en revanche du premier grand rôle à la télévision de l’humoriste François-Xavier Demaison, qui interprète ici le Commandant Molina. Alice Pol, elle aussi habituée aux comédies sur le grand écran, joue son adjointe.    
Zoé Marchal, fille d'Olivier Marchal et de Catherine Marchal obtient ici son premier grand rôle.

### Tournage

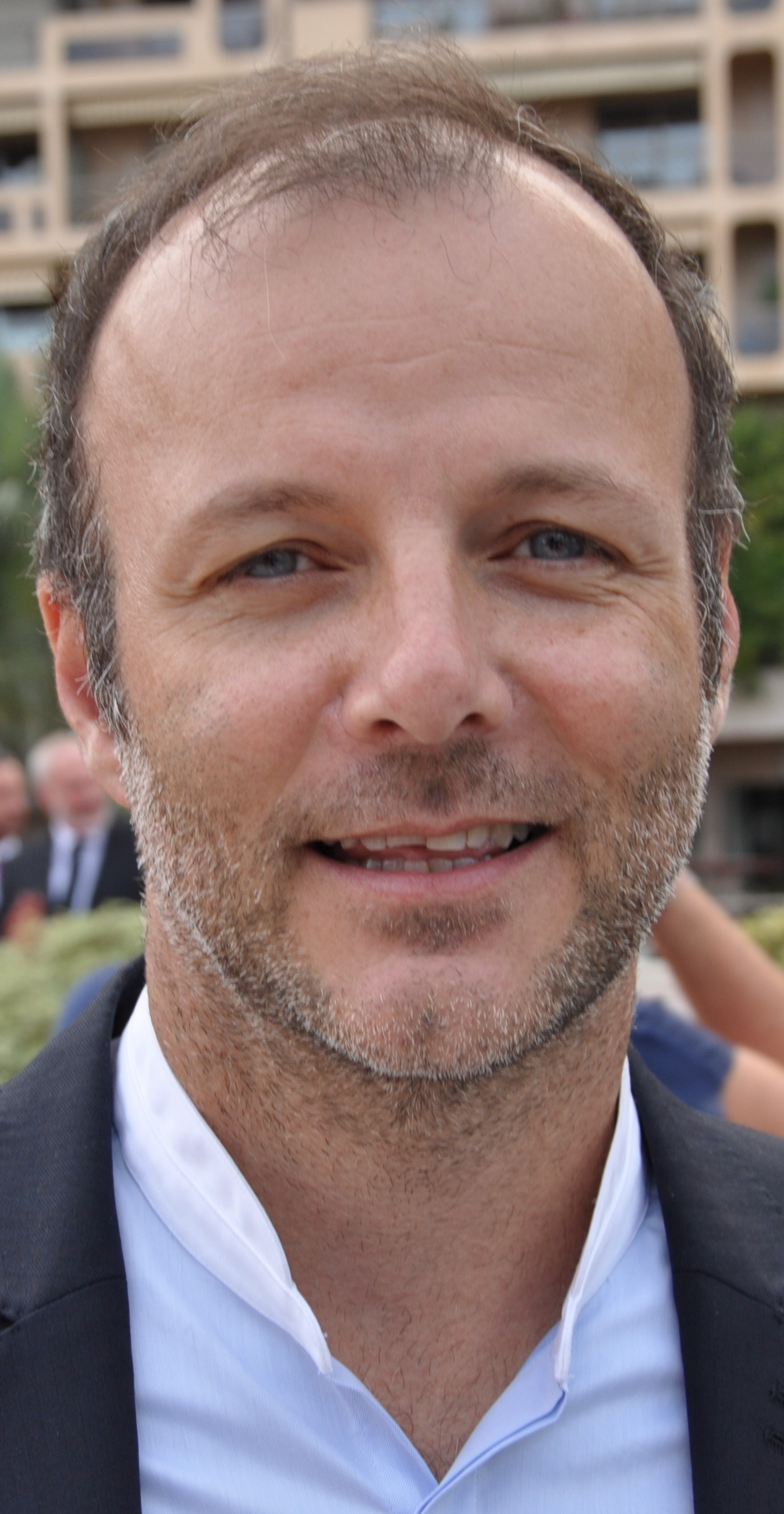
L'acteur Pierre-François Martin-Laval pour la présentation de la mini-série au festival de télévision de Monte-Carlo 2015.

Le tournage a eu lieu dans le département du Rhône, dans la ville de Lyon du 20 mai au 26 septembre 2014 ainsi que dans les communes de Vaulx-en-Velin et de Miribel dans l'Ain. Trois lieux principaux ont été utilisés : un appartement de la place Gensoul dans le 2e arrondissement, un appartement situé au no 44 rue Saint-Georges du quartier Saint-Georges dans le Vieux Lyon comme lieu d'habitation des Morel, le Café de la Soie place Bertone dans le 4e arrondissement comme café des frères Morel, et un bâtiment de Charbonnières-les-Bains et un du quartier Saint-Georges dans le Vieux Lyon comme commissariat. Le parc de la Tête d'or et le Grand parc de Miribel-Jonage ont également été utilisés comme décors.

### Fiche technique
- Titre original français : Disparue
- Réalisation : Charlotte Brändström
- Scénario : Marie Deshaires et Catherine Touzet
- Décors : Hérald Najar
- Costumes : Chouchane Abello-Tcherpachian et Cécile Dulac
- Photographie : Pascal Gennesseaux
- Montage : Jean-Daniel Fernandez-Qundez
- Musique : Frans Bak
- Casting : Sylvie Brocheré et Sophie Blanchouin
- Production : Iris Bucher
- Sociétés de production :  Quad Drama, en coproduction avec AT-Production et la RTBF, avec la participation de France Télévisions
- Sociétés de distribution (télévision) : France 2 (France), Zodiak Rights (international)
- Pays d'origine :  France
- Langue originale : Français
- Format : couleur - 16/9
- Genre : Mini-série policière, drame
- Durée : 8 × 52 minutes (416 minutes)

## Épisodes
1. Épisode un
2. Épisode deux
3. Épisode trois
4. Épisode quatre
5. Épisode cinq
6. Épisode six
7. Épisode sept
8. Épisode huit

## Accueil

### Audiences
La série est un succès d'audience, se plaçant en tête des programmes de la soirée devant la série américaine Grey's Anatomy de TF1 sur les quatre soirées. Elle attire en moyenne 5,36 millions de téléspectateurs, soit 21,6 % de part d'audience, et gagne même des téléspectateurs entre son lancement et son dénouement. La série est l'un des plus gros succès de France 2, devançant de nombreuses autres séries phares de la chaîne.
| Épisode | Diffusion     | Téléspectateurs | Parts de marché (sur les 4 ans et plus) | Classement des audiences de la soirée | Référence |
| ------- | ------------- | --------------- | --------------------------------------- | ------------------------------------- | --------- |
| 1       | 22 avril 2015 | 5 260 000       | 20,8 %                                  | 1er                                   | [ 14 ]    |
| 2       | 22 avril 2015 | 5 410 000       | 22,2 %                                  | 1er                                   | [ 14 ]    |
| 3       | 29 avril 2015 | 5 476 000       | 21,4 %                                  | 1er                                   | [ 15 ]    |
| 4       | 29 avril 2015 | 5 340 000       | 22,0 %                                  | 1er                                   | [ 15 ]    |
| 5       | 6 mai 2015    | 5 400 000       | 20,9 %                                  | 1er                                   | [ 16 ]    |
| 6       | 6 mai 2015    | 5 350 000       | 21,5 %                                  | 1er                                   | [ 16 ]    |
| 7       | 13 mai 2015   | 5 244 000       | 21,4 %                                  | 1er                                   | [ 17 ]    |
| 8       | 13 mai 2015   | 5 360 000       | 22,3 %                                  | 1er                                   | [ 17 ]    |

Légende :
- plus hauts chiffres d'audiences
- plus bas chiffres d'audiences

### Réception critique
En général, la série est bien reçue par les programmes de télévision. L'intrigue est forte et les dialogues sont bien écrits. Les personnages sont bien campés par des comédiens tous impeccables.
Pour Isabelle Poitte de Télérama, la série est un thriller qui « tire son épingle du jeu ». Elle s'inspire de plusieurs séries étrangères : Broadchurch pour l'enquête dans une communauté, The Killing pour l'atmosphère, FBI : Portés disparus pour la suspicion de la famille par la police ; et le film Garde à vue pour le réalisme et la sobriété. François-Xavier Demaison est jugé convaincant dans son rôle de policier, tout comme Alix Poisson dans celui de la mère. Mais la « narration reste trop mécanique », chaque personnage voyant son secret dévoilé à tour de rôle.
Pour Nicolas Bellet de Première, il s'agit d'une bonne série. L'écriture ne parle pas que de l'enquête policière mais aussi des conséquences familiales de la disparition. Les trois acteurs principaux, connus pour des rôles comiques, sont parfaitement utilisés à contre-emploi. Il reste cependant quelques défauts, comme la vision un peu caricaturale de Léa Morel, une adolescente sympathique forcément droguée.
Lors de sa rediffusion en été 2020, Moustique invite à « (re)découvrir l'excellente série Disparue » qui « se démarque grâce à son traitement efficace en huit épisodes d'une trame classique, nourrie par des personnages ambivalents et complexes ».